# 楊純 (成化解元)
楊純（？年—？年），字秉誠，湖廣承宣佈政使司巴陵縣。明朝解元、政治人物。

## 生平
成化十九年（1483年），楊純中式癸卯科湖廣鄉試第一名舉人。知廣東省南海縣，清慎自持，陞德慶州知州。其處事公平，設一木牌刻「受人一毫贓私，天地鬼神鑒察」十二字，懸於州門。